# Soldier of Fortune (Loudness)
Soldier of Fortune è l'ottavo album dei Loudness, pubblicato nel 1989 per l'etichetta discografica Atco Records. È il primo disco registrato senza la formazione originale.

## Tracce
1. Soldier of Fortune – 3:55
2. You Shook Me – 4:42
3. Danger of Love – 5:02
4. Twenty-Five Days – 4:22
5. Red Light Shooter – 4:50
6. Running for Cover – 4:21
7. Lost Without Your Love – 4:56
8. Faces in the Fire – 4:08
9. Long After Midnight – 4:38
10. Demon Disease – 4:34

## Formazione
- Mike Vescera - voce
- Akira Takasaki - chitarra
- Masayoshi Yamashita - basso
- Munetaka Higuchi - batteria